# Oskijščina
Oskijščina je izumrl jezik antične Italije. Skupaj z umbrijskim jezikom predstavlja osko-umbrijsko vejo italskih jezikov; drugo vejo tvorita latinski in faliskijski jezik.

## Zgodovina
Oski (latinsko: Osci, gr. Opikoi), zgodnjeitalsko (indoevropsko) ljudstvo, je skupno ime vseh tistih italskih plemen, ki so živela južno od Lacija in so se naselila pretežno v Kampaniji. Uporabljali so lastno, iz etrurščine prirejeno pisavo. Ko so jih izrinili Sabeli, se je njihovo ime v Kampaniji in drugod ohranilo in sčasoma so začeli z njim imenovati zelo podoben jezik priseljencev. Ljudstva Samnitov, Frentanov, Kampanijcev, Lukancev, Brutijcov, Mamertinov in Apulijcev so vsa govorila jezike oskijskega tipa.
V samnitskih vojnah so Rimljani strli jedro oskiške moči in proti koncu republike je izginil tudi njihov z latinščino sorodni jezik. Še najdlje se je oskijščina ohranila v okolici Pompejev, kjer so jo govorili vse do njihovega propada leta 79.

## Napisi
Ohranjenih je nad 200 napisov od 4. stoletja pr. n. št. do 1. stoletja n. št., ki so napisana v oskiških narečjih. Najbolj znana sta Tabula Bantina, ki vsebuje mestne predpise, in Cippus Abellanus, pogodba o uporabi svetišča. 

### Primer oskijskega napisa
Cippus Abellanus
ekkum[svaí píd herieset
trííbarak[avúm tereí púd
liímítú[m] pernúm [púís
herekleís fíísnú mefi[ú
íst, ehtrad feíhúss pú[s
herekleís fíísnam amfr
et, pert víam pússtíst
paí íp íst, pústin slagím
senateís suveís tangi
núd tríbarakavúm lí
kítud. íním íúk tríba
rakkiuf pam núvlanús
tríbarakattuset íúk trí
barakkiuf íním úíttiuf
abellanúm estud. avt
púst feíhúís pús físnam am
fret, eíseí tereí nep abel
lanús nep núvlanús pídum
tríbarakattíns. avt the
savrúm púd eseí tereí íst,
pún patensíns, múíníkad ta[n
ginúd patensíns, íním píd e[íseí
thesavreí púkkapíd ee[stit
a]íttíúm alttram alttr[ús
h]erríns. avt anter slagím
a]bellanam íním núvlanam
s]úllad víú uruvú íst . edú 
e]ísaí víaí mefiaí teremen
n]iú staíet.